# Clear Lake (Kalifornien)
Der Clear Lake (engl. für „Klarer See“) ist ein See im Lake County im US-Bundesstaat Kalifornien. Er ist 30,6 km lang, 12,8 km breit und hat eine Fläche von 177 km². Der See ist durchschnittlich 8 m tief, an seiner tiefsten Stelle beträgt seine Tiefe 18 m. Auf Grund einer geologischen Besonderheit nimmt man an, dass es sich um einen der ältesten Seen in Nordamerika handelt. Rund um den See erstreckt sich das Weinbaugebiet Clear Lake AVA.

## Biomagnifikation von DDD
Am Clear Lake trat einer der klassischen Fälle von Umweltschäden durch Biomagnifikation auf.
Ende der 1940er Jahre gab es dort eine Kolonie von etwa 1000 Brutpaaren des Renntauchers. Im Jahre 1949 brütete die Kolonie aus zunächst unbekannten Gründen nicht. Im Dezember 1954 verendeten über 100 Renntaucher am See, im Dezember 1957 trat ein weiteres Massensterben der Vögel auf. Da keiner der üblichen Erklärungsansätze zu greifen schien, analysierte man schließlich das Körperfett verendeter Renntaucher und fand darin 1600 ppm DDD. Die dem DDT strukturell sehr ähnliche Chemikalie war im September 1948 erstmals gegen die Clear Lake gnat, eine Stechmückenart, eingesetzt worden. Die erste Anwendung, die zu einer Konzentration von 14 ppb DDD im Seewasser führte, hatte 99 % der Mückenlarven im Seeschlamm getötet. Der Mückenbestand blieb auch in den folgenden Jahren niedriger als üblich. Im September 1954 und 1957 wurde daher nochmals DDD in den See eingebracht, die DDD-Konzentration im Seewasser betrug danach in beiden Fällen jeweils etwa 20 ppb. Aufgrund dieser sehr niedrigen Konzentrationen hatte niemand einen Zusammenhang mit den Todesfällen bei den Renntauchern vermutet. Das ausgebrachte DDD hatte sich jedoch über die Nahrungskette angereichert, im Plankton war die DDD-Konzentration bereits 265 mal so hoch wie im Wasser, bei Raubfischen und Vögeln war sie um den Faktor 85.000 erhöht.

## Bloody Island Massaker
Indianer vom Stamm der Pomo, die von den weißen Siedlern Andrew Kelsey (nach dem eine Stadt am See benannt ist) und Charles Stone versklavt wurden, revoltierten 1850 und töteten Kelsey und Stone. Daraufhin rückten Soldaten des 2. US-Infanterieregiments unter Leutnant Nathaniel Lyon gegen sie aus, umzingelten sie auf der Insel Bo-no-po-ti im Norden des Sees und töteten über 200, darunter auch Frauen und Kinder.